# Catapsydrax
Catapsydrax es un género de foraminífero planctónico de la familia Catapsydracidae, de la superfamilia Globorotalioidea, del suborden Globigerinina y del orden Globigerinida. Su especie tipo es Globigerina dissimilis. Su rango cronoestratigráfico abarca desde el Ypresiense superior (Eoceno inferior) hasta la Messiniense inferior (Mioceno superior).

## Descripción
Catapsydrax incluía especies con conchas trocoespiraladas, globigeriniformes; sus cámaras eran globulares, creciendo en tamaño de manera rápida; sus suturas intercamerales eran incididas y rectas; su contorno ecuatorial era subcuadrado y lobulado; su periferia era redondeada; su ombligo era moderadamente amplio y profundo; su abertura principal era interiomarginal, umbilical (intraumbilical), con forma de arco bajo, y, en el estadio adulto, protegida con una bulla con una a cuatro aberturas accesorias infralaminares, interiomarginales, y situadas en el contacto entre la bulla y las suturas de la vuelta de espira precedente; presentaban pared calcítica hialina, fuertemente perforada con poros en copa y crestas interporales, y superficie reticulada y espinosa (bases de espinas), a veces pustulada en el área umbilical.

## Discusión
Clasificaciones posteriores han incluido Catapsydrax en la familia Globigerinidae.

## Paleoecología
Catapsydrax incluía especies con un modo de vida planctónico, de distribución latitudinal cosmopolita, preferentemente tropical a templada, y habitantes pelágicos de aguas intermedias e profundas (medio mesopelágico a batipelágico superior, en la termoclina y subtermoclina).

## Clasificación
Catapsydrax incluye a las siguientes especies:
- Catapsydrax africanus †
- Catapsydrax dissimilis †
  - Catapsydrax dissimilis ciperoensis †
  - Catapsydrax dissimilis riveroae †
- Catapsydrax globiformis †
- Catapsydrax howei †
- Catapsydrax martini †
- Catapsydrax parvulus †
- Catapsydrax stainforthi †
  - Catapsydrax stainforthi unicavus †, aceptado como Catapsydrax unicavus
- Catapsydrax unicavus †

Otras especies consideradas en Catapsydrax son:
- Catapsydrax apenninicus †
- Catapsydrax echinatus †
- Catapsydrax pera †
- Catapsydrax prahovensis †
- Catapsydrax taroubaensis †